# راخ آم هوخ‌گبیرگه
راخ ام هوخگبیرگ (به آلمانی: Raach am Hochgebirge) یک منطقهٔ مسکونی در اتریش است که در ناحیه نوین‌کیرشن واقع شده‌است. راخ ام هوخگبیرگ ۳۰۴ نفر جمعیت دارد.